# Razzie Award för sämsta manliga biroll
Nedan följer en lista över vinnare och nominerade av en Razzie Award för Sämsta manliga biroll, (Golden Raspberry Award for Worst Supporting Actor), och priset har delats ut i den här kategorin sedan den allra första galan.
Vinnare presenteras överst i fetstil och gul färg. Året avser det år som personerna vann för, varpå de vann på galan året därpå.

## 1980-talet
| År                             | Skådespelare                       | Film                                                | Roll               |
| 1980 (1:a)                     |                                    |                                                     |                    |
| ------------------------------ | ---------------------------------- | --------------------------------------------------- | ------------------ |
| 1980 (1:a)                     | Delad vinst: John Adames           | Gloria                                              | Phil Dawn          |
| 1980 (1:a)                     | Delad vinst: Laurence Olivier      | The Jazz Singer                                     | Cantor Rabinovitch |
| 1980 (1:a)                     | Marlon Brando                      | The Formula                                         | Adam Steiffel      |
| 1980 (1:a)                     | Charles Grodin                     | Har inte vi setts förut?                            | Ira J. Parks       |
| 1980 (1:a)                     | David Selby                        | Raise the Titanic                                   | Dr. Gene Seagram   |
| 1981 (2:a)                     |                                    |                                                     |                    |
| Steve Forrest                  | Mommie Dearest                     | Greg Savitt                                         |                    |
| Billy Barty                    | Under the Rainbow                  | Otto Kriegling                                      |                    |
| Ernest Borgnine                | Deadly Blessing                    | Isaiah Schmidt                                      |                    |
| James Coco                     | Only When I Laugh                  | Jimmy Perrino (Även Oscarsnominerad för samma roll) |                    |
| Danny DeVito                   | Going Ape!                         | Lazlo                                               |                    |
| 1982 (3:e)                     |                                    |                                                     |                    |
| Ed McMahon                     | Butterfly                          | Mr. Gillespie                                       |                    |
| Michael Beck                   | Megaforce                          | Dallas                                              |                    |
| Ben Gazzara                    | Inchon                             | Major Frank Hallsworth                              |                    |
| Ted Hamilton                   | The Pirate Movie                   | Piratkungen                                         |                    |
| Orson Welles                   | Butterfly                          | Judge Rauch                                         |                    |
| 1983 (4:e)                     |                                    |                                                     |                    |
| Jim Nabors                     | Stroker Ace                        | Lugs Harvey                                         |                    |
| Lugs Harvey                    | The Lonely Lady                    | Vincent Dacosta                                     |                    |
| Louis Gossett Jr.              | Hajen 3-D                          | Calvin Bouchard                                     |                    |
| Anthony Holland                | The Lonely Lady                    | Guy Jackson                                         |                    |
| Richard Pryor                  | Stålmannen går på en krypto-nit    | Gus Gorman                                          |                    |
| 1984 (5:e)                     |                                    |                                                     |                    |
| Brooke Shields (I en mustasch) | Sahara                             | Dale                                                |                    |
| Robby Benson                   | Harry & Son                        | Howard Keach                                        |                    |
| Sammy Davis, Jr.               | Cannonball Run II                  | Morris Fenderbaum                                   |                    |
| George Kennedy                 | Bolero                             | Cotton                                              |                    |
| Ron Leibman                    | Rhinestone                         | Freddie Ugo                                         |                    |
| 1985 (6:e)                     |                                    |                                                     |                    |
| Rob Lowe                       | St. Elmo's Fire                    | Billy Hicks                                         |                    |
| Raymond Burr                   | The Return of Godzilla             | Steve Martin                                        |                    |
| Herbert Lom                    | Kung Salomos sk(r)att              | Bockner                                             |                    |
| Robert Urich                   | Turk 182                           | Terry Lynch                                         |                    |
| Burt Young                     | Rocky IV                           | Paulie Pennino                                      |                    |
| 1986 (7:e)                     |                                    |                                                     |                    |
| Jerome Benton                  | Under the Cherry Moon              | Tricky                                              |                    |
| Peter O'Toole                  | Club Paradise                      | Guvernör Anthony C. Hayes                           |                    |
| Tim Robbins                    | Ingen plockar Howard               | Phil Blumburtt                                      |                    |
| Brian Thompson                 | Cobra                              | Night Slasher                                       |                    |
| Scott Wilson                   | Blue City - Staden bortom lagen    | Perry Kerch                                         |                    |
| 1987 (8:e)                     |                                    |                                                     |                    |
| David Mendenhall               | Over the Top                       | Michael Cutler / Michael Hawk(s)                    |                    |
| Billy Barty                    | He-Man – universums härskare       | Gwildor                                             |                    |
| Tom Bosley                     | Million Dollar Mystery             | Sidney Preston                                      |                    |
| Michael Caine                  | Hajen 4                            | Hoagie Newcombe                                     |                    |
| Mack Dryden och Jamie Alcroft  | Million Dollar Mystery             | Fred och Bob                                        |                    |
| 1988 (9:e)                     |                                    |                                                     |                    |
| Dan Aykroyd                    | Caddyshack II                      | Kapten Tom Everett                                  |                    |
| Billy Barty                    | Willow                             | Den höge Aldwin                                     |                    |
| Richard Crenna                 | Rambo III                          | Överste Sam Trautman                                |                    |
| Harvey Keitel                  | Kristi sista frestelse             | Judas Iskariot                                      |                    |
| Christopher Reeve              | Switching Channels                 | Blaine Bingham                                      |                    |
| 1989 (10:e)                    |                                    |                                                     |                    |
| Christopher Atkins             | Listen to Me                       | Bruce Arlington                                     |                    |
| Ben Gazzara                    | Road House                         | Brad Wesley                                         |                    |
| DeForest Kelley                | Star Trek V - Den yttersta gränsen | Leonard McCoy                                       |                    |
| Noriyuki "Pat" Morita          | The Karate Kid, Part III           | Mr. Miyagi                                          |                    |
| Donald Sutherland              | Lock Up                            | Fängelsedirektör Drumgoole                          |                    |

## 1990-talet
| År                    | Skådespelare                                          | Film(er)                                                                   | Roll(er)                           |
| 1990 (11:e)           |                                                       |                                                                            |                                    |
| --------------------- | ----------------------------------------------------- | -------------------------------------------------------------------------- | ---------------------------------- |
| 1990 (11:e)           | Donald Trump                                          | En gång till älskling                                                      | Sig själv                          |
| 1990 (11:e)           | Leo Damian                                            | En gång till älskling                                                      | Fausto                             |
| 1990 (11:e)           | Gilbert Gottfried                                     | The Adventures of Ford Fairlane / Titta hon snackar också! / Problem Child | Johnny Crunch / Joey / Mr. Peabody |
| 1990 (11:e)           | Wayne Newton                                          | The Adventures of Ford Fairlane                                            | Julian Grendel                     |
| 1990 (11:e)           | Burt Young                                            | Rocky V                                                                    | Paulie Pennino                     |
| 1991 (12:e)           |                                                       |                                                                            |                                    |
| Dan Aykroyd           | Nothing but Trouble                                   | Reeve Alvin Valkenheiser / Bobo                                            |                                    |
| Richard E. Grant      | Höken är lös                                          | Darwin Mayflower                                                           |                                    |
| Anthony Quinn         | Mot maktens höjder                                    | Joe Massiera                                                               |                                    |
| Christian Slater      | Mot maktens höjder / Robin Hood: Prince of Thieves    | Lucky Luciano / Will Scarlett                                              |                                    |
| John Travolta         | Shout                                                 | Jack Cabe                                                                  |                                    |
| 1992 (13:e)           |                                                       |                                                                            |                                    |
| Tom Selleck           | Christopher Columbus: The Discovery                   | Ferdinand II av Aragonien                                                  |                                    |
| Alan Alda             | Whispers in the Dark                                  | Leo Green                                                                  |                                    |
| Marlon Brando         | Christopher Columbus: The Discovery                   | Tomás de Torquemada                                                        |                                    |
| Danny DeVito          | Batman - Återkomsten                                  | Oswald Cobblepot / Pingvinen                                               |                                    |
| Robert Duvall         | Newsies                                               | Joseph Pulitzer                                                            |                                    |
| 1993 (14:e)           |                                                       |                                                                            |                                    |
| Woody Harrelson       | Ett oanständigt förslag                               | David Murphy                                                               |                                    |
| Tom Berenger          | Sliver                                                | Jack Landsford                                                             |                                    |
| John Lithgow          | Cliffhanger                                           | Eric Qualen                                                                |                                    |
| Chris O'Donnell       | De tre musketörerna                                   | D'Artagnan                                                                 |                                    |
| Keanu Reeves          | Mycket väsen för ingenting                            | Don John                                                                   |                                    |
| 1994 (15:e)           |                                                       |                                                                            |                                    |
| O.J. Simpson          | Nakna pistolen 33⅓: Den slutgiltiga förolämpningen    | Nordberg                                                                   |                                    |
| Dan Aykroyd           | Exit to Eden / Snacka om rackartyg                    | Fred Lavery / Pa Tex                                                       |                                    |
| Jane March            | Color of Night                                        | Richie                                                                     |                                    |
| William Shatner       | Star Trek Generations                                 | James T. Kirk                                                              |                                    |
| Rod Steiger           | Specialisten                                          | Joe Leon                                                                   |                                    |
| 1995 (16:e)           |                                                       |                                                                            |                                    |
| Dennis Hopper         | Waterworld                                            | Deacon                                                                     |                                    |
| Tim Curry             | Congo                                                 | Herkermer Homolka                                                          |                                    |
| Robert Davi           | Showgirls                                             | Al Torres                                                                  |                                    |
| Robert Duvall         | Passionens pris                                       | Roger Chillingworth                                                        |                                    |
| Alan Rachins          | Showgirls                                             | Tony Moss                                                                  |                                    |
| 1996 (17:e)           |                                                       |                                                                            |                                    |
| Marlon Brando         | The Island of Dr. Moreau                              | Dr. Moreau                                                                 |                                    |
| Val Kilmer            | The Ghost and the Darkness / The Island of Dr. Moreau | John Henry Patterson / Dr. Montgomery                                      |                                    |
| Burt Reynolds         | Striptease                                            | Kongressledamot David Dilbeck                                              |                                    |
| Steven Seagal         | Beslut utan återvändo                                 | Överstelöjtnant Austin Travis                                              |                                    |
| Quentin Tarantino     | From Dusk Till Dawn                                   | Richie Gecko                                                               |                                    |
| 1997 (18:e)           |                                                       |                                                                            |                                    |
| Dennis Rodman         | Double Team                                           | Yaz                                                                        |                                    |
| Willem Dafoe          | Speed 2: Cruise Control                               | John Geiger                                                                |                                    |
| Chris O'Donnell       | Batman & Robin                                        | Dick Grayson / Robin                                                       |                                    |
| Arnold Schwarzenegger | Batman & Robin                                        | Dr. Victor Fries / Mr. Freeze                                              |                                    |
| Jon Voight            | Most Wanted / U-Turn                                  | Lt. Col. Grant Casey / Blind indian                                        |                                    |
| 1998 (19:e)           |                                                       |                                                                            |                                    |
| Joe Eszterhas         | An Alan Smithee Film: Burn Hollywood Burn             | Sig själv                                                                  |                                    |
| Sean Connery          | The Avengers                                          | Sir August de Wynter                                                       |                                    |
| Roger Moore           | Spice World                                           | The Chief                                                                  |                                    |
| Joe Pesci             | Dödligt vapen 4                                       | Leo Getz                                                                   |                                    |
| Sylvester Stallone    | An Alan Smithee Film: Burn Hollywood Burn             | Sig själv                                                                  |                                    |
| 1999 (20:e)           |                                                       |                                                                            |                                    |
| Ahmed Best            | Star Wars: Episod I – Det mörka hotet                 | Rösten till Jar Jar Binks                                                  |                                    |
| Kenneth Branagh       | Wild Wild West                                        | Dr. Arliss Loveless                                                        |                                    |
| Gabriel Byrne         | End of Days / Stigmata                                | Satan / Fader Andrew Kiernan                                               |                                    |
| Jake Lloyd            | Star Wars: Episod I – Det mörka hotet                 | Anakin Skywalker                                                           |                                    |
| Rob Schneider         | Big Daddy                                             | Nazo                                                                       |                                    |

## 2000-talet
| År                    | Skådespelare                                                                             | Film(er)                                                              | Roll(er)             |
| 2000 (21:a)           |                                                                                          |                                                                       |                      |
| --------------------- | ---------------------------------------------------------------------------------------- | --------------------------------------------------------------------- | -------------------- |
| 2000 (21:a)           | Barry Pepper                                                                             | Battlefield Earth                                                     | Jonnie Goodboy Tyler |
| 2000 (21:a)           | Stephen Baldwin                                                                          | Familjen Flinta i Viva Rock Vegas                                     | Barney Granit        |
| 2000 (21:a)           | Keanu Reeves                                                                             | The Watcher                                                           | David Allen Griffin  |
| 2000 (21:a)           | Arnold Schwarzenegger                                                                    | 6:e dagen                                                             | Adam Gibsons klon    |
| 2000 (21:a)           | Forest Whitaker                                                                          | Battlefield Earth                                                     | Ker                  |
| 2001 (22:a)           |                                                                                          |                                                                       |                      |
| Charlton Heston       | Cats & Dogs / Apornas planet / Town & Country                                            | Mastiffen / Zaius / Mr. Claiborne                                     |                      |
| Max Beesley           | Glitter                                                                                  | Julian "Dice" Black                                                   |                      |
| Burt Reynolds         | Driven                                                                                   | Carl Henry                                                            |                      |
| Sylvester Stallone    | Driven                                                                                   | Joe Tanto                                                             |                      |
| Rip Torn              | Freddy Got Fingered                                                                      | Jim Brody                                                             |                      |
| 2002 (23:e)           |                                                                                          |                                                                       |                      |
| Hayden Christensen    | Star Wars: Episod II – Klonerna anfaller                                                 | Anakin Skywalker                                                      |                      |
| Tom Green             | Stealing Harvard                                                                         | Walter P. "Duff" Duffy                                                |                      |
| Freddie Prinze Jr.    | Scooby-Doo                                                                               | Fred Jones                                                            |                      |
| Christopher Walken    | The Country Bears                                                                        | Reed Thimple                                                          |                      |
| Robin Williams        | Death to Smoochy                                                                         | Rainbow Randolph Smiley                                               |                      |
| 2003 (24:e)           |                                                                                          |                                                                       |                      |
| Sylvester Stallone    | Spy Kids 3-D: Game Over                                                                  | Spelmakaren                                                           |                      |
| Anthony Anderson      | Kangaroo Jack                                                                            | Louis Booker                                                          |                      |
| Alec Baldwin          | Katten                                                                                   | Larry Quinn                                                           |                      |
| Al Pacino             | Gigli                                                                                    | Starkman                                                              |                      |
| Christopher Walken    | Gigli / Kangaroo Jack                                                                    | Detective Stanley Jacobellis / Salvatore Maggio                       |                      |
| 2004 (25:e)           |                                                                                          |                                                                       |                      |
| Donald Rumsfeld       | Fahrenheit 9/11                                                                          | Sig själv                                                             |                      |
| Val Kilmer            | Alexander                                                                                | Filip II av Makedonien                                                |                      |
| Arnold Schwarzenegger | Jorden runt på 80 dagar                                                                  | Prins Hapi                                                            |                      |
| Jon Voight            | Superbabies: Baby Geniuses 2                                                             | Bill Biscane                                                          |                      |
| Lambert Wilson        | Catwoman                                                                                 | George Hedare                                                         |                      |
| 2005 (26:e)           |                                                                                          |                                                                       |                      |
| Hayden Christensen    | Star Wars: Episod III – Mörkrets hämnd                                                   | Anakin Skywalker / Darth Vader                                        |                      |
| Alan Cumming          | Maskens återkomst                                                                        | Loke                                                                  |                      |
| Bob Hoskins           | Maskens återkomst                                                                        | Oden                                                                  |                      |
| Eugene Levy           | Fullt hus igen / The Man                                                                 | Jimmy Murtaugh / Andy Fidler                                          |                      |
| Burt Reynolds         | The Dukes of Hazzard / Benknäckargänget - Krossa dem                                     | Boss Hogg / Coach Nate Scarborough                                    |                      |
| 2006 (27:e)           |                                                                                          |                                                                       |                      |
| M. Night Shyamalan    | Lady in the Water                                                                        | Vick Ran                                                              |                      |
| Danny DeVito          | En lysande jul                                                                           | Buddy Hall                                                            |                      |
| Ben Kingsley          | Blood Rayne                                                                              | Kagan, vampyrkungen                                                   |                      |
| Martin Short          | The Santa Clause 3: The Escape Clause                                                    | Jack Frost                                                            |                      |
| David Thewlis         | Basic Instinct 2 / The Omen                                                              | Roy Washburn / Keith Jennings                                         |                      |
| 2007 (28:e)           |                                                                                          |                                                                       |                      |
| Eddie Murphy          | Norbit                                                                                   | Mr. Wong                                                              |                      |
| Orlando Bloom         | Pirates of the Caribbean: Vid världens ände                                              | Will Turner                                                           |                      |
| Kevin James           | Härmed förklarar jag er Chuck och Larry                                                  | Larry Valentine                                                       |                      |
| Rob Schneider         | Härmed förklarar jag er Chuck och Larry                                                  | Asian Minister                                                        |                      |
| Jon Voight            | Bratz: The Movie / National Treasure: Hemligheternas bok / September Dawn / Transformers | Principal Dimly / Patrick Henry Gates / Jacob Samuelson / John Keller |                      |
| 2008 (29:e)           |                                                                                          |                                                                       |                      |
| Pierce Brosnan        | Mamma Mia!                                                                               | Sam Carmichael                                                        |                      |
| Uwe Boll              | Postal                                                                                   | Sig själv                                                             |                      |
| Ben Kingsley          | Love Guru / The Wackness / War, Inc.                                                     | Guru Tugginmypudha / Dr. Jeffrey Squires / Walken                     |                      |
| Burt Reynolds         | Deal / In the Name of the King: A Dungeon Siege Tale                                     | Tommy Vinson / Commancer Tarish                                       |                      |
| Verne Troyer          | Love Guru / Postal                                                                       | Coach Punch Cherkhov / Sig själv                                      |                      |
| 2009 (30:e)           |                                                                                          |                                                                       |                      |
| Billy Ray Cyrus       | Hannah Montana: The Movie                                                                | Robby Ray Stewart                                                     |                      |
| Hugh Hefner           | Miss March                                                                               | Sig själv                                                             |                      |
| Robert Pattinson      | The Twilight Saga: New Moon                                                              | Edward Cullen                                                         |                      |
| Jorma Taccone         | Land of the Lost                                                                         | Cha-Ka                                                                |                      |
| Marlon Wayans         | G.I. Joe: The Rise of Cobra                                                              | Rip Cord                                                              |                      |

## 2010-talet
| År                    | Skådespelare                                                                                                 | Film                                                 | Roll                               |
| 2010 (31:a)           | |                                                      |                                    |
| --------------------- | --- | ---------------------------------------------------- | ---------------------------------- |
| 2010 (31:a)           | Jackson Rathbone                                                                                             | The Last Airbender / The Twilight Saga: Eclipse      | Sokka / Jasper Cullen              |
| 2010 (31:a)           | Billy Ray Cyrus                                                                                              | The Spy Next Door                                    | Colton James                       |
| 2010 (31:a)           | George Lopez                                                                                                 | Marmaduke / The Spy Next Door / Valentine's Day      | Carlos / Glaze / Alfonso Rodriguez |
| 2010 (31:a)           | Dev Patel | The Last Airbender                                   | Prince Zuko                        |
| 2010 (31:a)           | Rob Schneider                                                                                                | Grown Ups                                            | Rob Hilliard                       |
| 2011 (32:a)           | |                                                      |                                    |
| Al Pacino             | Jack and Jill                                                                                                | Sig själv                                            |                                    |
| Patrick Dempsey       | Transformers: Dark of the Moon                                                                               | Dylan Gould                                          |                                    |
| James Franco          | Your Highness                                                                                                | Prince Fabious                                       |                                    |
| Ken Jeong             | Big Mommas: Sådan far, sådan son / Baksmällan del II / Transformers: Dark of the Moon / Zookeeper            | Brevbärare / Leslie Chow / Jerry "Deep" Wang / Venom |                                    |
| Nick Swardson         | Jack and Jill / Min låtsasfru                                                                                | Todd / Eddie Simms                                   |                                    |
| 2012 (33:e)           | |                                                      |                                    |
| Taylor Lautner        | The Twilight Saga: Breaking Dawn - Part 2                                                                    | Jacob Black                                          |                                    |
| David Hasselhoff      | Piranha 3DD                                                                                                  | Sig själv                                            |                                    |
| Liam Neeson           | Battleship / Wrath of the Titans                                                                             | Admiral Shane / Zeus                                 |                                    |
| Nick Swardson         | That's My Boy                                                                                                | Kenny                                                |                                    |
| Vanilla Ice           | That's My Boy                                                                                                | Sig själv                                            |                                    |
| 2013 (34:e)           | |                                                      |                                    |
| Will Smith            | After Earth                                                                                                  | Cypher Raige                                         |                                    |
| Chris Brown           | Battle of the Year: The Dream Team                                                                           | Rooster                                              |                                    |
| Larry the Cable Guy   | A Madea Christmas                                                                                            | Buddy                                                |                                    |
| Taylor Lautner        | Grown Ups 2                                                                                                  | Frat Boy Andy                                        |                                    |
| Nick Swardson         | Grown Ups 2 / A Haunted House                                                                                | Nick Hilliard / Chip, mediet                         |                                    |
| 2014 (35:e)           | |                                                      |                                    |
| Kelsey Grammer        | The Expendables 3 / Legends of Oz: Dorothy's Return / Think Like a Man Too / Transformers: Age of Extinction | Bonaparte / Tin Man / Lee Fox / Harold Attinger      |                                    |
| Mel Gibson            | The Expendables 3                                                                                            | Conrad Stonebanks / Victor Menz                      |                                    |
| Shaquille O'Neal      | Blended | Doug                                                 |                                    |
| Arnold Schwarzenegger | The Expendables 3                                                                                            | Trench Mauser                                        |                                    |
| Kiefer Sutherland     | Pompeii | Senator Quintas Attius Corvus                        |                                    |
| 2015 (36:e)           | |                                                      |                                    |
| Eddie Redmayne        | Jupiter Ascending                                                                                            | Balem Abrasax                                        |                                    |
| Chevy Chase           | Hot Tub Time Machine 2 / Ett päron till farsa: Nästa generation                                              | Badtunnereparatör / Clark Griswold                   |                                    |
| Josh Gad              | Pixels / The Wedding Ringer                                                                                  | Ludlow Lamonsoff / Doug Harris                       |                                    |
| Kevin James           | Pixels | President William Cooper                             |                                    |
| Jason Lee             | Alvin and the Chipmunks: The Road Chip                                                                       | David "Dave" Seville                                 |                                    |
| 2016 (37:e)           | |                                                      |                                    |
| Jesse Eisenberg       | Batman v Superman: Dawn of Justice                                                                           | Lex Luthor                                           |                                    |
| Nicolas Cage          | Snowden | Hank Forrester                                       |                                    |
| Johnny Depp           | Alice i Spegellandet                                                                                         | Hattmakaren                                          |                                    |
| Will Ferrell          | Zoolander 2                                                                                                  | Jacobim Mugatu                                       |                                    |
| Jared Leto            | Suicide Squad                                                                                                | Jokern                                               |                                    |
| Owen Wilson           | Zoolander 2                                                                                                  | Hansel McDonald                                      |                                    |
| 2017 (38:e)           | |                                                      |                                    |
| Mel Gibson            | Daddy's Home 2                                                                                               | Kurt Mayron                                          |                                    |
| Javier Bardem         | Mother! | Him                                                  |                                    |
| Javier Bardem         | Pirates of the Caribbean: Salazar's Revenge                                                                  | Kapten Armando Salazar                               |                                    |
| Russell Crowe         | The Mummy | Dr. Henry Jekyll                                     |                                    |
| Josh Duhamel          | Transformers: The Last Knight                                                                                | Överste William Lennox                               |                                    |
| Anthony Hopkins       | Collide | Hagen Kahl                                           |                                    |
| Anthony Hopkins       | Transformers: The Last Knight                                                                                | Sir Edmund Burton                                    |                                    |

## Flerfaldiga vinster
2 vinster
- Dan Aykroyd
- Hayden Christensen

## Flerfaldiga nomineringar
| 4 nomineringar - Burt Reynolds - Arnold Schwarzenegger 3 nomineringar - Dan Aykroyd - Billy Barty - Marlon Brando - Danny DeVito - Rob Schneider - Sylvester Stallone - Nick Swardson - Jon Voight | 2 nomineringar - Hayden Christensen - Billy Ray Cyrus - Robert Duvall - Ben Gazzara - Kevin James - Val Kilmer - Ben Kingsley - Taylor Lautner - Chris O'Donnell - Al Pacino - Keanu Reeves - Christopher Walken - Burt Young |